# Fibulia carnosa
Fibulia carnosa är en svampdjursart som beskrevs av Carter 1886. Fibulia carnosa ingår i släktet Fibulia och familjen Dendoricellidae.
Artens utbredningsområde är havet kring Australien. Inga underarter finns listade i Catalogue of Life.